# Magnolia gustavii
Espèce
Synonymes
- Magnolia gustavi King (orth. error)

Statut de conservation UICN

 CR C2a(i) : 
En danger critique
Magnolia gustavii est une espèce de plantes à fleurs de la famille des Magnoliacées. C'est un arbre originaire d'Asie.

## Description
C'est un arbre.

## Répartition et habitat
Cette espèce est présente en Inde (états d'Arunachal Pradesh et d'Assam), en Birmanie et en Thaïlande.